# Sceloporus edwardtaylori
Espèce
Statut de conservation UICN

 LC  : Préoccupation mineure
Sceloporus edwardtaylori est une espèce de sauriens de la famille des Phrynosomatidae.

## Répartition
Cette espèce est endémique de l'État de Oaxaca au Mexique.

## Étymologie
Cette espèce est nommée en l'honneur d'Edward Harrison Taylor.

## Publication originale
- Smith, 1936 : Description of a new Sceloporus from Southern Mexico. Herpetologica, vol. 1, p. 6-8.